# 建造工程師
建造工程師，又稱為建築工程師，是建成環境科技中的設計、建築施工、檢查及維修的專業人士。建造工程師亦研究降低建築法能源消耗，改善氣候變化及人類生活。

## 各地專業

### 香港
香港的建造工程師可在通過考核後成為香港工程師學會建造界別（Building Discipline）會員。執業方面，合資格的建造工程師可以在成為香港工程師學會正式會員後，或獲工程師註冊管理局承認的專業資格後向局方申請成為香港註冊專業工程師（建造）。
此外，註冊專業工程師（建造）在過去3年內獲得最少1年在香港取得興建、修葺及保養建築物的實際經驗，便可在通過考核後向屋宇署申請成為香港法例第123章《建築物條例》下列明的註冊檢驗人員。

### 英國
英國特許建造工程師協會負責規管建造工程師專業事務，合資格人士可使用特許建造工程師（Chartered Building Engineer）銜頭。

### 美國
美國將建造工程師稱為建築工程師（Architectural engineer）。美國工程與測量考試委員會（National Council of Examiners for Engineering and Surveying）負責制定建築工程專業考試細則，並由全美各州的工程管理當局舉行考試與註冊。此外美國建築工程學會負責促進該國業內的專業發展。

## 另請參考
- 建築工程
- 營建工程
- 營建管理